# Сан-Лоренсо (форт)
Сан-Лоренсо (исп. Fuerte de San Lorenzo) — фортификационное сооружение в Панаме, одна из старейших испанских крепостей в Америке.
Форт Сан-Лоренсо расположен в устье реки Чагрес в провинции Колон в 13 км западнее города Колон.
В 1587-1600 гг. в устье реки практически на уровне моря были построены испанские укрепления с батареей для защиты от пиратов.
В 1671 году Генри Морган разграбил и уничтожил город Панаму. Высадившись с Карибского моря, он разгромил форт и по реке Чагрес преодолел значительную часть пути к тихоокеанскому побережью.
Это вынудило испанцев серьёзно усилить защиту устья реки. В 1680-е годы началось строительство укреплений от нового вторжения. Новый форт располагался на высоте 24 м над водой. Форт на скале с видом на вход в гавань, был защищен со стороны суши сухим рвом с подъёмным мостом. В это время под защитой форта был основан город Чагрес.
В 1739 году британский адмирал Эдвард Вернон атаковал укрепления в Портобело и Чагресе. Разрушив Портобелло, он через три недели покинул город, не решившись подобно Моргану идти к Панаме. В середине XVIII века форт Сан-Лоренсо некоторое время служил тюрьмой.
С 1848 года с началом Калифорнийской золотой лихорадки жизнь Сан-Лоренсо оживилась. Старатели, следовавшие на запад, часто избегать пересечения Великой Американской пустыни или долгого огибания мыса Горн. Однако, в 1855 году была построена Панамская железная дорога, что привело Чагрес к упадку. Строительство Панамского канала в 1914 году сделало работу форта Сан-Лоренсо нецелесообразной. В 1916 год его покинули последние жители.
Ещё в 1908 году был принят закон Республики Панама о сохранении исторических памятников, форт был в него включён одним из первых. В 1980 году Сан-Лоренсо был объявлен ЮНЕСКО объектом Всемирного наследия под названием «Укрепления на карибском побережье Панамы Портобело и Сан-Лоренсо», включая также укрепления поселения Портобело. Укрепления сформировали оборонительную систему для трансатлантической торговли испанской короны и представляют собой великолепный образец военной архитектуры XVII-XVIII вв. Сегодня форт активно посещается туристами.

## Галерея

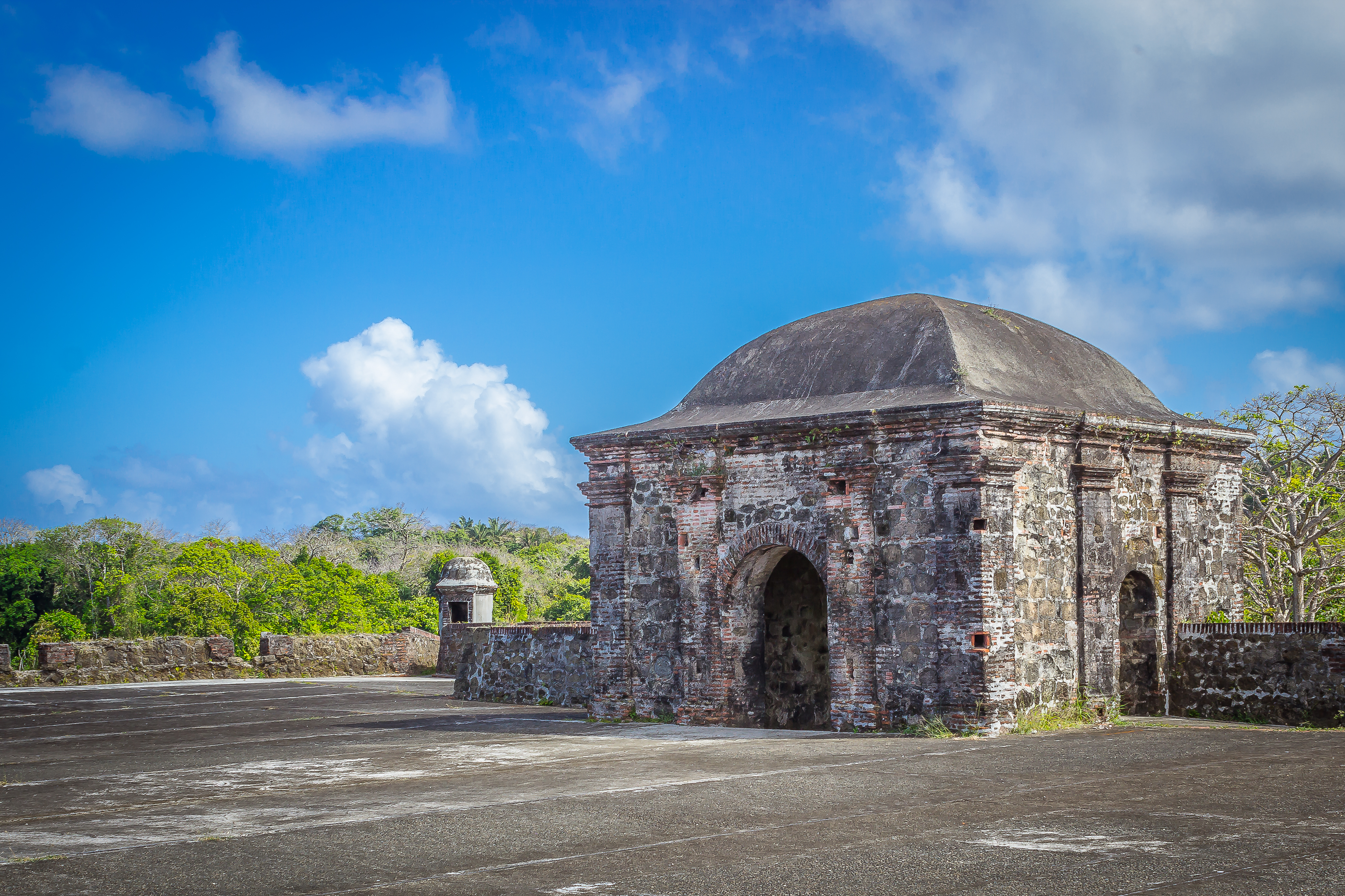
Форт Сан-Лоренсо
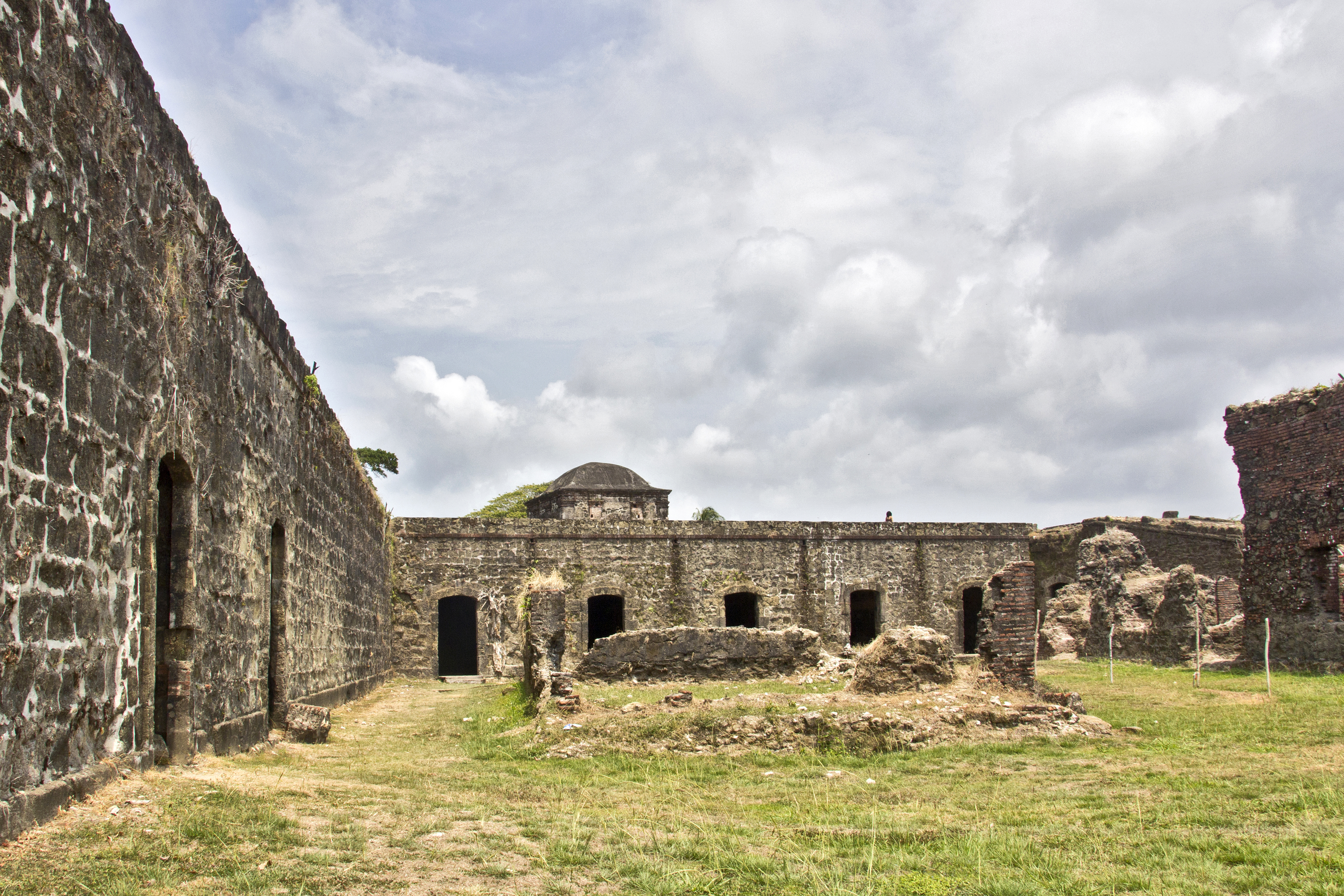
Внутри форта
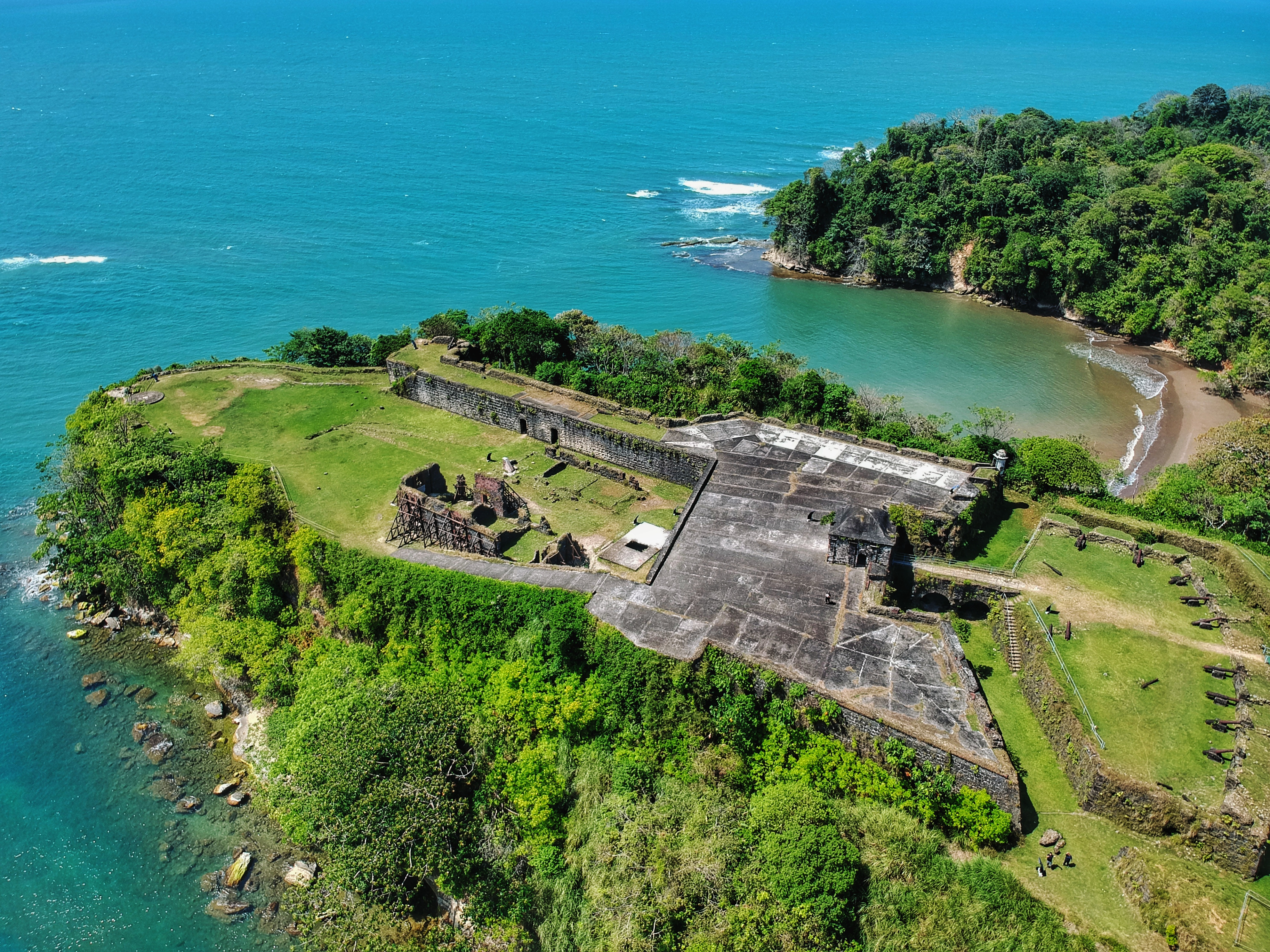
Вид с высоты птичьего полёта
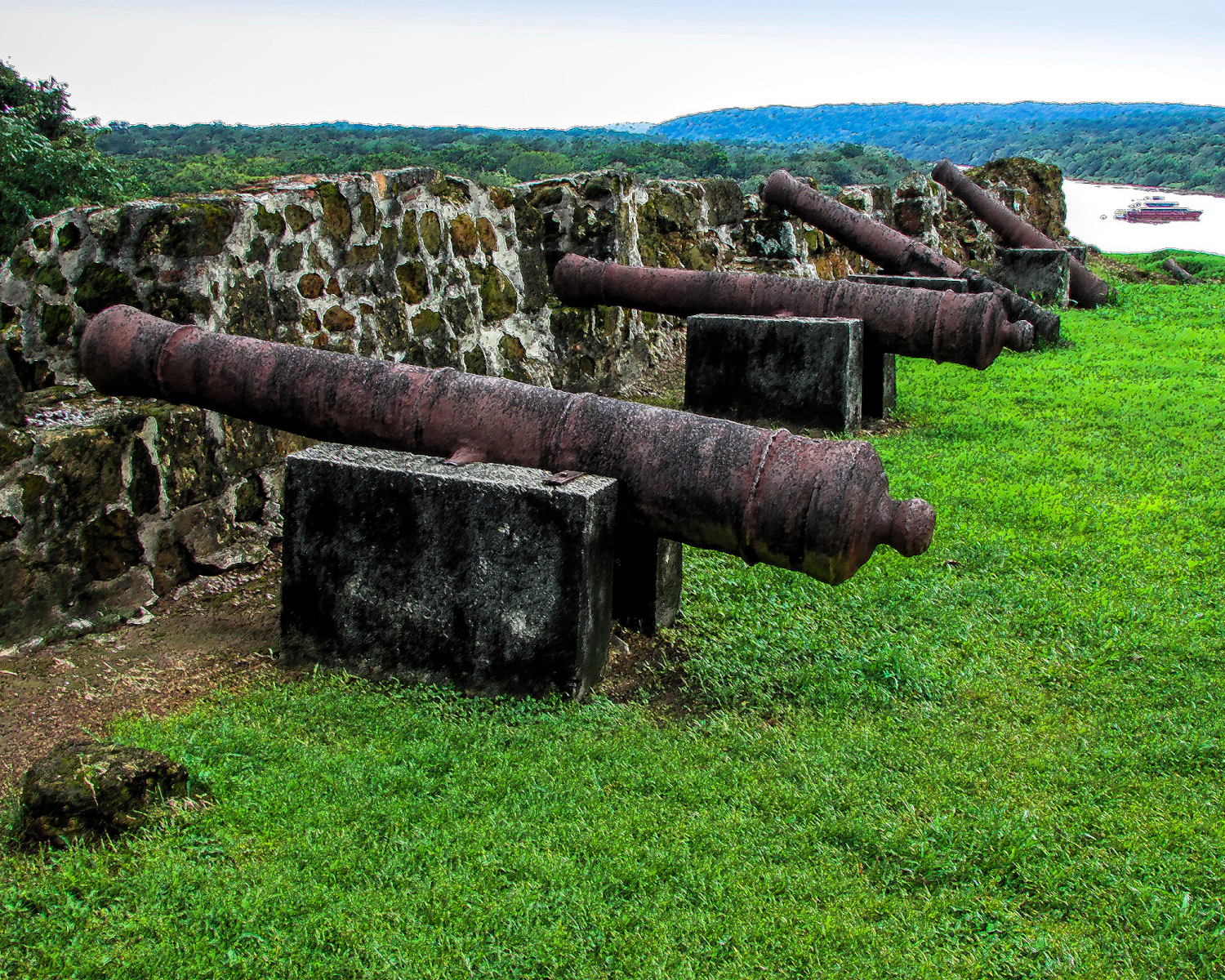
Пушки форта